# لبريتسي
لبريتسي (بالإيطالية: Librizzi)‏ هي بلدية في مقاطعة ميسينا في صقلية الإيطالية.

## السكان
في سنة 1861 بلغ عدد السكان 1٬905 نسمة، وتطور العدد ليصل في سنة 2011 لـ 1٬771 نسمة.
يظهر هذا المخطط البياني تطور النمو السكاني لـ لبريتسي